# قطع قابلة للاستبدال
الأجزاء القابلة للتبديل هي أجزاء (مكونات) متشابهة للغاية لأغراض عملية. ويتم عملها حسب المواصفات التي تضمن أنها تكون متشابهة بدرجة كبيرة، بحيث أنها تناسب التركيب في مجموعة لها نفس النوع. ويمكن أن يحل أحد هذه الأجزاء محل غيره بكل سهولة، بدون أي تركيبات مخصصة (مثل البرد). وتسمح تلك القابلية للتبديل بسهولة تركيب الأجهزة الجديدة، وتسهيل إصلاح الأجهزة الموجودة، مع تقليل الوقت والمهارات اللازمة للشخص الذي يقوم بعمل التجميع أو الإصلاح.

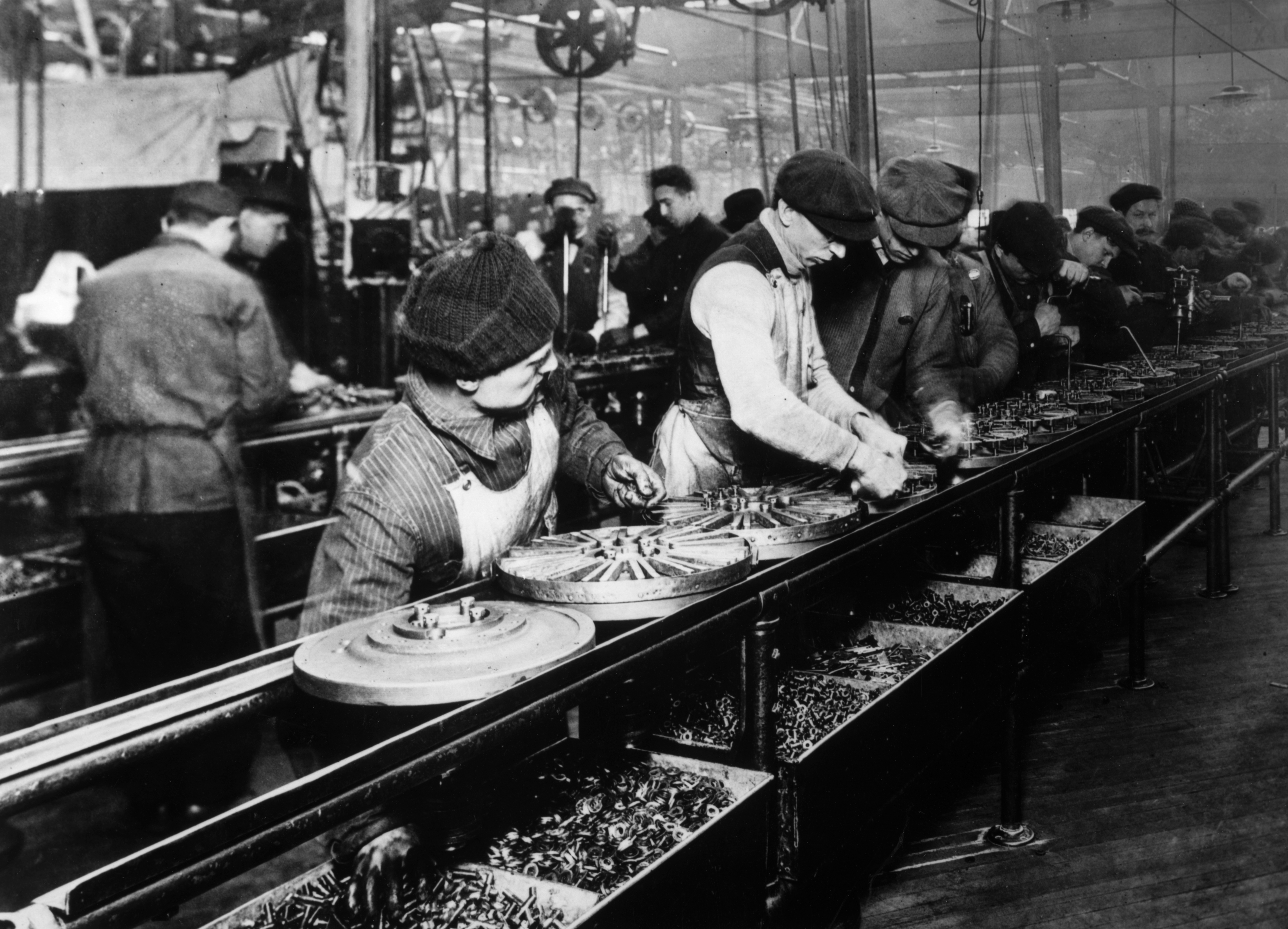
خط تجميع فورد، عام 1913. كان المغناطيس هو أول ما يتم تجميعه.

وقد كان مفهوم إمكانية التبديل ضروريًا لظهور خط التجميع في بدايات القرن العشرين، وأصبح عنصرًا ضروريًا في بعض عمليات التصنيع الحديثة، إلا أنه مفقود في بعض الصناعات الهامة الأخرى.
ويمكن تحقيق إمكانية التبديل بين الأجزاء من خلال الجمع بين مجموعة من الإبداعات والتحسينات في عمليات الآلات واختراع العديد من آلات التشغيل، مثل مخرطة الانزلاق والمسند ومخرطة قطع البراغي والمخرطة البرجية وآلة الطحن ومقشطة المعادن. وقد اشتملت الإبداعات الإضافية على أداة الاهتزاز التي توجه آلات التشغيل والتركيبات التي تستخدم لتثبيت القطعة التي يتم العمل عليها في الموضع الصحيح، بالإضافة إلى القوالب والعدادات لفحص مستوى دقة الأجزاء التي يتم إنهاؤها. وقد سمح استخدام الطاقة الكهربائية بتشغيل آلات التشغيل الفردية من خلال المحركات الكهربية، مما يقلل من الحاجة إلى محركات أعمدة الخطوط التي تعمل من خلال محركات البخار أو التي تعمل بطاقة المياه، مما يسمح كذلك بتوفير السرعات العالية، مما يجعل التصنيع على نطاق كبير ممكنًا. وغالبًا ما تحتوي آلات التشغيل المعاصرة على وحدة تحكم رقمي (NC) والتي تطورت إلى تحكم رقمي باستخدام الحاسوب (CNC) عندما أصبحت المعالجات الصغيرة متاحة.
تم تطوير طرق الإنتاج الصناعي للأجزاء القابلة للتبادل في البداية في القرن التاسع عشر، في الولايات المتحدة. وكان المصطلح نظام التصنيع الأمريكي مطبقًا عليها في بعض الأوقات في ذلك الوقت، لتمييزها عن الأساليب السابقة. وخلال عدة عقود، كان يجري استخدام هذه الأساليب في العديد من الدول، وبالتالي، فإن النظام الأمريكي حاليًا هو عبارة عن مصطلح له دلالة تاريخية أكثر من كونه مصطلحًا تجارية معاصرًا.

## الاستخدام الأول
يعود استخدام الأجزاء القابلة للتبديل إلى ألف عام مضت في الصين. فقد استخدم بأي شينغ المفهوم في القرن الحادي عشر من خلال استخدام نوع قابل للنقل والتحريك.
وقبل القرن الثامن عشر، كان يتم تصنيع الأجهزة مثل الأسلحة واحدًا في المرة من خلال صناع الأسلحة، وكان كل سلاح متفردًا. وإذا كان من الضروري استبدال مكون واحد في السلاح، كان يجب إرسال السلاح بالكامل إلى صانع أسلحة خبير لإجراء الإصلاحات المخصصة، أو كان يتم التخلص من السلاح وشراء واحد جديد. وخلال القرن الثامن عشر وبدايات القرن التاسع عشر، تم تطوير فكرة استبدال تلك الأساليب بنظام يعتمد على التصنيع وإمكانية التبديل بشكل تدريجي. وقد تطلب هذا التطوير عشرات السنوات، واشتمل على العديد من الأشخاص.
وفي أواخر القرن الثامن عشر، قام الجنرال الفرنسي جين بابتيست فاكيت دي جريبيوفال بالترويج للأسلحة الموحدة القياسية فيما أطلق عليه اسم نظام جريبيوفال بعد أن تم إصداره في شكل أمر ملكي في عام 1765. (وكان تركيز هذا النظام في تلك الحقبة على المدفعية بشكل أكثر من المسكيت أو المسدسات.) ومع ذلك، لأن القلب في الغالب كان بعيدًا عن المنتصف، فقد كان سمك الجدار يحدد حجم الفتحة. وقد ساعد توحيد الفتحات على جعل المدافع أقصر بدون التضحية بالدقة والمدة بسبب إحكام ملاءمة القذائف المدفعية. كما أن ذلك سمح كذلك بتوحيد القذائف المدفعية.